# بني تامر (ولاد رحمون)
بني تامر هي إحدى مشيخات المملكة المغربية، تتبع جغرافيا لإقليم الجديدة وإداريًا لولاد رحمون. يقدر عدد سكانها بـ 4594 نسمة حسب الإحصاء الرسمي للسكان والسكنى لسنة 2004.